# アンドリュー・スニウラ
アンドリュー・スニウラ（Andrew Suniula、1982年5月1日 - ）は、アメリカ合衆国のラグビーユニオン選手、ラグビーリーグ選手。

## プロフィール
- アメリカ領サモア・パゴパゴ出身。
- ポジションはウィング(WTB)、センター(CTB)。
- 身長 186cm、体重 102kg
- 弟のシャロームもラグビー選手[1]。
- かつてはラグビーリーグの選手だった[2]。
- アメリカ代表通算キャップ数は39でワールドカップ2011・2015のアメリカ代表に選ばれた[3]。

## 略歴
タラナキ、コーニッシュ・パイレーツ、ワスプス、CSMブカレスト、サンディアゴ・ブレイカーズを経て、2018年、オースティン・ギルグロニスに加入。